# Publi Curiaci
|  | Per a altres significats, vegeu «Publi Curiaci Fist Trigemí». |

Publi Curiaci (en llatí Publius Curiatius) va ser un magistrat i polític romà del segle v aC. Formava part de la gens Curiàcia, un antiga gens romana originària d'Alba Longa.
Va ser tribú de la plebs el 401 aC. Aquell any els tribuns de la plebs eren impopulars perquè havien estat escollits per cooptació d'uns comicis influïts pels patricis. Per fer front a aquesta impopularitat, Curiaci i els seus col·legues Marc Metili i Marc Minuci, van acusar dos tribuns militars patricis que havien exercit el càrrec l'any 402 aC, Sergi i Virgini, els quals van ser condemnats a pagar una multa important. Després van promulgar una llei agrària i van prohibir que el tribut per mantenir els exèrcits fos recaptat entre els plebeus.